# Das Schloss (Berlin)
Das Schloss ist ein Einkaufszentrum im Berliner Ortsteil Steglitz. Es liegt an der Ecke Schloß-/Grunewaldstraße und umschließt teilweise das Rathaus Steglitz, dessen Innenhof als Restaurantfläche ins Einkaufszentrum integriert wurde. Neben rund 90 Einzelhandelsgeschäften beheimatet das Schloss auch das Kulturamt und die Stadtbibliothek Steglitz-Zehlendorf („Ingeborg-Drewitz-Bibliothek“) und ist Sitz des Medienzentrums Berlin, Produktionsstandort der privaten Radiosender 98.8 Kiss FM, 94,3 rs2, Berliner Rundfunk 91.4 und sunshine live.

## Historie und Bauwerk
Erste Überlegungen zum Bau einer „Rathauspassage“ gab es bereits in den 1990er Jahren. Die Planung für das heutige Einkaufszentrum begann unter dem Arbeitstitel „Schloßgalerie“ im Jahr 2000. Das Schloss entstand von 2004 bis 2006 nach Plänen des Architekten Manfred Pechtold und wurde am 16. März 2006 eröffnet. Bauherr war die zur HypoVereinsbank-Gruppe gehörende H.F.S. Immobilienfonds GmbH. Zur Vorbereitung des Neubaus waren zuvor in der Grunewaldstraße gelegene denkmalgeschützte Erweiterungsbauten des Rathauses aus den 1920er Jahren, in denen die Bezirkskasse und die Stadtbücherei untergebracht waren, sowie in der Schloßstraße ein Gebäude der Sparkasse Berlin aus den 1980er Jahren abgerissen worden.

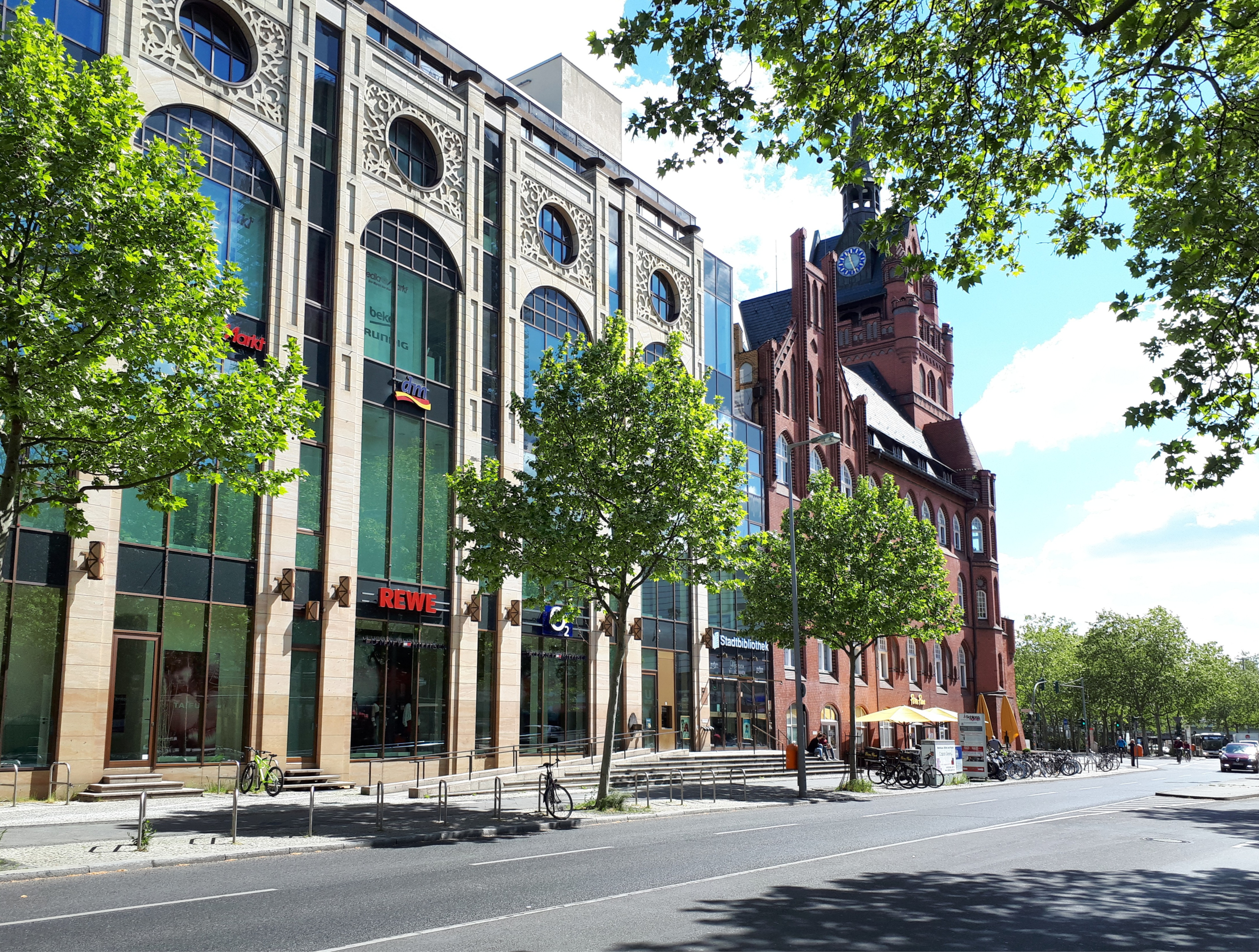
Blick von der Grunewaldstraße, 2020

Das Einkaufszentrum wurde als Stahlbetonbau mit historisierender Fassade aus gelbem sächsischen Sandstein konzipiert. Einkaufs-, Freizeit und Dienstleistungsflächen verteilen sich auf fünf Etagen, die nördlich und westlich das 1898 erbaute neogotische Rathaus Steglitz umschließen. Das Zentrum schmückt sich innen mit farbigem Marmor und Granit sowie einem „medialen Himmel“: 78 Videoprojektoren, die von 16 Servern gesteuert werden, projizieren unter anderem eine Unterwasserwelt mit einer Auflösung von 62 Millionen Pixeln an die 1200 m² große Decke. Zu den im Schloss vertretenen Handelsketten gehören unter anderem MediaMarkt, H&M, Anson’s, REWE und Thalia.
Dem Einkaufszentrum ist ein Parkhaus mit 650 Parkplätzen angeschlossen, das über die Grunewaldstraße zu erreichen ist. Im Untergeschoss gibt es einen direkten Zugang zum U-Bahnhof Rathaus Steglitz, über den die U-Bahn-Linie U9 und in fußläufiger Entfernung die S-Bahn-Linie S1 sowie über den gleichnamigen Busknoten Anschluss an zwölf Buslinien besteht. In unmittelbarer Nähe ist zudem die Anschlussstelle zur Westtangente.

## Resonanz
Das Schloss war bei seiner Eröffnung im Jahr 2006 das größte Einkaufszentrum an der Schloßstraße (heute ist das der rund 600 Meter nordöstlich gelegene Boulevard Berlin). Es hat wichtige Impulse zur Stärkung der Schloßstraße als zweitwichtigste Berliner Einkaufsstraße (nach der Tauentzienstraße) gegeben.